# Easy to Make Money
Easy to Make Money er en amerikansk stumfilm fra 1919 af Edwin Carewe.

## Medvirkende
- Bert Lytell som Jimmy Frederick Slocum
- Gertrude Selby som Ethel Wheeler
- Frank Currier
- Stanton Heck som Henry Fowler
- Ethel Shannon som Katherine Fowler